# 貞惠翁主 (朝鮮宣祖)
貞惠翁主（韓語：정혜 옹주，1584年—1638年），朝鮮宣祖與仁嬪金氏的次女，朝鮮元宗與光海君的妹妹，朝鮮仁祖的姑母。下嫁海嵩尉尹新之。

## 生平
翁主生性聰穎，自幼特別得父王宣祖的寵愛，並親自教受小學，女訓，書史等書，無不通曉。九歲時翁主受封。宣祖還特意替翁主擇對賢偶，後來選中于公卿大夫子才俊，于尹公新之，卽海嵩尉。海嵩公面容儀態俊秀，文辭書畫，樣樣精通。以致聲名遠播。凡是與他同遊的人皆知他的才華。宣祖大王慶幸替翁主擇得佳偶。翁主嫁入夫家時，公婆皆喜。由於貞惠翁主受寵的緣故，其夫海嵩公屢屢受封，官至正一品。後來海嵩公奉命上陣去與倭寇對戰，卻不幸在入城路上遇賊落馬。跳落懸崖，並且無恙。翁主隨即獨自與僕人。徒步走向泥濁地尋找丈夫。由此可見貞惠翁主與其婿感情相當良好。
春秋五十五。翁主天性慈仁，通明達理。每當宮中有朝謁時，翁主必會以仁對待親族，也以恩善待自己的奴婢。對母親仁嬪也竭盡所能盡到孝道。事相公公。雖說夫家淡泊，夫婿平時也節儉樸素。翁主育有二男，雖然疼愛，但也時常敎予道理，且諄諄教誨自己的孩子過往歷代懲罰善惡的道理。

## 家庭
- 兄: 義安君李珹（1577年－1588年），未娶卒。
- 兄: 信城君李珝（1578年－1592年），配郡夫人平山申氏。
- 兄: 元宗大王李琈（定遠君）（1580年－1619年），配仁獻王后具氏。
- 姊: 貞慎翁主（1582年－1653年），下嫁達城尉徐景霌。
- 妹: 貞淑翁主（1587年－1627年），下嫁東陽尉申翊聖。
- 弟: 義昌君李珖（1589年－1645年），配陽川郡夫人許氏。
- 妹: 貞安翁主（1590年－1660年），下嫁錦陽君朴瀰。
- 妹: 貞徽翁主（1593年－1653年），下嫁全昌君柳廷亮。

## 影視作品

### 電視劇
| 劇名 | 時間   | 電視台 | 演員   | 備註 |
| ---- | ------ | ------ | ------ | ---- |
| 華政 | 2015年 | MBC    | 金奎善 |      |